# Stolidodere dequaei
Stolidodere dequaei är en skalbaggsart som beskrevs av Basilewsky 1950. Stolidodere dequaei ingår i släktet Stolidodere och familjen långhorningar. Inga underarter finns listade i Catalogue of Life.